# 辛辛那提紅人
辛辛那提紅人（英語：Cincinnati Reds）是一支位於俄亥俄州辛辛那提的美國職棒大聯盟球隊，隸屬國家聯盟中區，亦是美國大聯盟中最早成立的一支球隊。
紅人創立於1869年，當時的球隊的名稱為辛辛那提紅長襪，因為英文名字太長而簡寫成Reds，變成了我們熟知的紅人。在1890年紅人加入國家聯盟，隊史的第一座聯盟冠軍是在1882年所獲得，而球隊於1919年獲得首座世界大賽冠軍，但當時發生了有名的黑襪事件。此後一段時期球隊積弱不振，直到1939年才獲得國家聯盟冠軍，隔年1940年獲得世界大賽冠軍。但是在這之後紅人的成績又開始往下掉，直到1961年才獲得國家聯盟冠軍，這一年世界大賽輸給紐約洋基。
1970年－1979年是紅人隊史最強盛的時期，總計拿下4座國家聯盟冠軍，並在1975年和1976年，紅人連續兩年拿下世界大賽冠軍。
紅人上一次拿下世界大賽冠軍是在1990年，在1991年之後一直到2009年，球隊只有1995年有進入季後賽，但是在國家聯盟冠軍賽輸給亞特蘭大勇士。
2010年紅人順利拿下分區進入季後賽，首輪遇到費城費城人，但最後卻是直落3被橫掃。

## 歷史

### 19世紀創立
1869年6月1日，辛辛那提紅長襪（Cincinnati Red Stockings）與曼非爾德獨立（Mansfield Independents）進行了第一場職棒比賽，開啟了職業棒球的新紀元，那場比賽紅長襪以48-14痛宰獨立隊。在1869到1870年間，紅長襪創下連贏130場的紀錄（但在官方認可的紀錄中為連勝57場）。由於紅長襪英文名稱太長，就有人將其簡寫為Reds，後來就變成正式的隊名紅人。紅人與其他七個球隊在1876年共組國家聯盟，開始聯盟內的正規季賽。1880年由於國聯主席Hulbert以非常嚴格的手段端正"棒風"，紅人因為在球場賣酒而被趕出國聯，並在1882年另組美國協會，直到1890年才又重返國聯。而當年的八支球隊，目前只有紅人與芝加哥小熊仍存在國家聯盟中（其他已非當年的球隊了）。

### 第1個世界大賽冠軍
1901年，投手Harley Parker單場被擊出26支打，失21分，寫下國聯最慘的紀錄。1902年，紅人遷至一個現代化鋼筋水泥結構的球場，取代在1900年遭到回祿之災的主球場。1912年，第三個新家Redland Field 啟用，紅人在開幕戰以10-6擊敗小熊隊。
1917年，與小熊的一場比賽中，兩隊先發投手聯合創下大聯盟惟一1場前9局兩隊無安打的比賽，紅人後來在第10局以1-0取勝。1919年，成立了半世紀之久的紅人終於奪得隊史第1個世界冠軍，但對手芝加哥白襪有8名球員在1年後公開承認他們接受賭徒賄款，而在比賽中放水，使得這一個冠軍盃蒙上一層陰影。這也是世界大賽史上最嚴重的黑襪事件（Black Sox Scandal），8名球員被聯盟判決終身禁賽。然而紅人球員及球迷仍堅信即使沒有放水，他們還是會擊敗白襪。

### 1934年－1940年
紅人在1934年被廣播鉅子Powel Crosley收購，他隨即將球場改名為Crosley Field（將球場以自己的姓氏為名，是當時各球團老闆普遍的做法）。1935年，Powel Crosley說服大聯盟和其他球團老闆在Crosley Field舉行夜間比賽，以吸引更多球迷。大聯盟史上第一場夜間球賽就在當年5月24日舉行，紅人以2-1擊敗費城費城人。
1938年，投手Johnny Vander Meer連續投出兩場無安打比賽，創下大聯盟紀錄。1939年，紅人進軍世界大賽，距上一次晉級已有20年之久了，但最後敗給世界大賽常勝軍紐約洋基。1940年，成軍以來首度拿到100勝的季賽成績，再次進入世界大賽，並以4勝3敗擊敗底特律老虎奪得第2個世界冠軍。

### 1941年－1960年:低潮期
1941年到1960年間，紅人陷入長期低潮期，大半數的球季勝率不到五成。此時期少數的亮點是1956年新人Frank Robinson擊出38支全壘打，寫下大聯盟新人紀錄，同時贏得美國職棒大聯盟年度最佳新人獎。

### 1961年－1970年
1961年，球團轉售給新老闆Bill DeWitt，也為紅人帶來新的氣象，奪得國聯錦標，但在世界大賽中敗給洋基，該年Frank Robinson則以3成23打擊率，37支全壘打和124分打點贏得國聯MVP。

### 紅色機器（Big Red Machine）
70年代的紅人展露前所未有的打擊火力，球評均以紅色機器（Big Red Machine）稱呼。
1970年，新球場Riverfront Stadium啟用，紅人也帶著102勝60敗的戰績闖入世界大賽，這是世界大賽首次在人工草皮球場進行，可惜最後紅人敗給巴爾的摩金鶯。捕手Johnny Bench獲得當年的國聯MVP。
1972年，紅人捲土重來，與奧克蘭運動家展開7場殊死戰，儘管紅人在1敗3勝後取得2連勝，但在決定性的第7戰以2-3落敗，再度與冠軍擦身而過。Johnny Bench贏得個人第2個國聯MVP。
1975年的紅人戰力達到顛峰，季賽108勝創下隊史紀錄，紅人也未讓球迷失望，在世界大賽力克波士頓紅襪，贏得隊史第3個世界冠軍。
1976年，紅人延續前一年的戰力，在季後賽先打敗費城費城人，再於世界大賽擊敗洋基，以全勝紀錄完成世界冠軍2連霸。二壘手喬摩根（Joe Morgan）連續2年獲選為國聯MVP。

### 1980年－2000年
1985年，紅人強棒彼得·羅斯（Pete Rose）超越老虎名將泰·柯布（Ty Cobb）的4191支安打，成為大聯盟最多安打紀錄保持人，他在1986年更將這項紀錄推進至4256支。1988年，投手Tom Browning在對道奇的比賽中，投出紅人隊史上唯一的1場完全比賽，助隊以1-0完封贏球。
1990年，紅人以91勝71敗成績晉級世界大賽，碰上衛冕冠軍運動家，此系列賽紅人演出世界大驚奇，直落4橫掃專家一致看好的運動家，贏得隊史第5座世界冠軍。1995年紅人再次打入季後賽，但在國家聯盟冠軍賽敗給亞特蘭大勇士。1999年，紅人單場轟出9支全壘打，以22-3大敗費城人，寫下大聯盟的新紀錄。2000年球季開打前，紅人用罕見的大手筆以4名球員向西雅圖水手交易得來強打肯·小葛瑞菲，期望能帶領其故鄉球隊贏得第6座世界冠軍。

### 2003年－至今

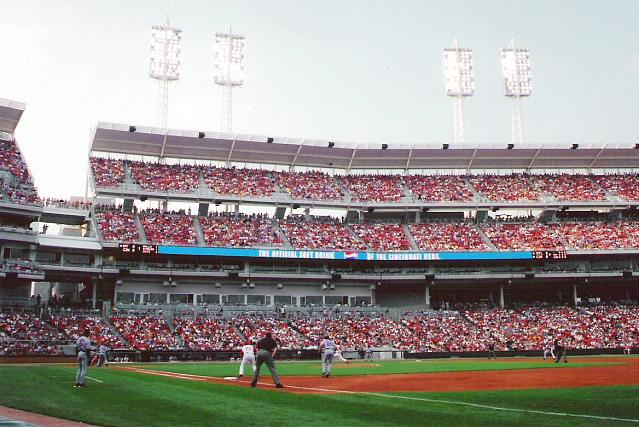
2003年紅人新啟用的GABP主場。

2002年球季結束以後，紅人結束主場Riverfront體育場的使用，這個主場使用期間，紅人共獲得3次世界大賽冠軍。
2003年，紅人遷移到新的主場大美國球場（Great American Ball Park，簡稱GABP），在這裡紅人有一些受到歡迎的球員受到當地人民高度期望，包括外野手小葛瑞菲、游擊手Barry Larkin和一壘手Sean Casey。雖然新的棒球場和舊的比較起來經過一些改變，但是球隊還是無法擺脫失敗的命運，這是因為在1990年開始，球隊沒有致力培養農場系統。7月28日，球團解雇總經理Jim Bowden及總教練Bob Boone，這個決定也讓Boone三壘手的兒子Aaron Boone交易到紐約洋基。之後球團雇用Dan O'Brien成為球隊第16位總經理。
2004年和2005年2個球季，紅人的打擊在聯盟裡面排名前幾名，但是投手表現卻是不佳。2004年小葛瑞菲擊出生涯第500發全壘打，但卻再次受傷。這一年，亞當·鄧恩擊出生涯最多的全壘打，並從José Lima手中擊出535英尺（163公尺）距離的全壘打，不過個人也拿下大聯盟被三振王。

### 2010年－2011年
2010年9月28日，紅人以3：2獲得勝利，確定以國家中區冠軍進入季後賽，上次拿下分區冠軍進入季後賽已經是15年前（1995年）。2010年國家聯盟分區賽的對手為費城費城人，首戰在面對費城人先發投手洛伊·哈勒戴時，被投出大聯盟季後賽歷史裡面的第2個無安打比賽。10月10日，在主場以0：2輸給費城人後，確定3連敗被淘汰無緣晉級。

### 2012年
2012年9月22日，紅人以6：0獲得勝利, 確定以國家中區冠軍進入季後賽，上次拿下分區冠軍進入季後賽已經是2年前（2010年）。2012年國家聯盟分區賽的對手為舊金山巨人，雖然前兩戰紅人在AT&T球場取得2勝聽牌,10月11日在主場以4：6輸給巨人後，成為國聯首支聽牌最後3場被逆轉淘汰的球隊。

### 2013年
2013年球季以90勝72敗成績拿到第2張國聯外卡，不過在球季尾聲4連敗給匹茲堡海盜，包括在家3連戰和國聯外卡驟死賽(以2：6遭海盜洗劫)，提前結束2013年球季，隔天紅人總經理Walt Jocketty宣布總教練Dusty Baker遭到開除。由投手教練布萊恩˙普萊斯接下紅人新任總教練。

### 2014年
今年對紅人而言是個相當掙扎的球季，除了去年分區冠軍紅雀和同為外卡的海盜，連釀酒人也來追逐國聯中區霸主的地位。雖然一直搆不到分區龍頭，但在明星賽前仍保持競爭力，只落後龍頭釀酒人1.5場勝差。
可惜明星賽後海盜奮起，紅人被踢到分區第4後，本身排名就再也沒有變了(分區爐主由小熊霸佔)，最後以不到5成勝率結束球季。
這個球季紅人並不是毫無亮點，上一個球季登上大聯盟的快腿Billy Hamilton跑出56盜，在國聯排名第2，和美聯盜壘王並列大聯盟第2；上季因傷所苦的Johnny Cueto大復活，繳出20勝9敗、防禦率2.25、242K，和華盛頓國民的Stephen Strusburg共享國聯三振王；Devin Mesoraco本季揮出生涯新高的25支二壘安打、25發全壘打。但可惜的是主砲Joey Votto因傷缺陣整整100場，嚴重影響紅人火力；Jay Bruce的表現更是令球迷搖頭，OPS從原先的.807一路滑落到.654。

### 2015年
今年紅人戰績依舊讓人搖頭，也因此展開了跳樓大拍賣，把陣中王牌Johnny Cueto送到堪薩斯皇家。本季唯一亮點是，移師辛辛那提的明星賽，地主代表Todd Frazier順利擊敗群雄，把全壘打大賽冠軍留在家裡。
2015年冬天，紅人決定再度清倉大拍賣，把終結者阿羅魯迪斯·查普曼送到洋基，換回4位農場新秀；接著Todd Frazier也在三角交易中改穿白襪球衣。

### 2018年
紅人總教練普萊斯（Bryan Price）19日在作客密爾瓦基釀酒人以0：2敗北之後，隨著球隊飛到聖路易，準備下一個系列賽要面對紅雀，卻被老闆叫進下榻的飯店房間，他已經知道老闆的決定了。紅人目前戰績3勝15敗，勝率只有1成67。老闆請普萊斯走路。球隊目前由Jim Riggleman暫代總教練，名人堂球星拉金（Barry Larkin）可能會接管球隊。普萊斯在4年前被任命為紅人總教練，而本季只帶球隊打18場比賽。紅人隊也順道炒掉投手教練Mack Jenkins。
2018年10月21日，辛辛那提紅人宣布貝爾擔任歷史上的第63位總教練。

### 2020年
大聯盟因疫情關係，讓今年賽季充滿變數，卻也有許多球隊因此能夠踏上季後賽的紅土。紅人在7：2擊敗美中龍頭雙城後，相隔7年再度進軍季後賽。
國聯外卡賽，國聯東區龍頭勇士迎戰第7種子紅人，雙方形成投手戰，一路僵持至13局，勇士靠著當家重砲佛里曼（Freddie Freeman）的再見安打，終場以1：0氣走對手，紅人陷入被聽牌劣勢。
昨日紅人和勇士激戰至延長賽13局才輸掉比賽，今天打線又遭菜鳥投手安德森（Ian Anderson）6局無失分好投封鎖，加上勇士打線兩發全壘打重擊，以0：5再吞下敗場遭到勇士橫掃結束球季。

### 2023年
2023年7月29日，紅人宣布與總教練David Bell簽下為期三年的延長合約，任期將會來到2026年球季。目前紅人隊戰績為57勝48敗，暫居國聯中區第二名，也在今年六月份出現一波十二連勝。

### 2024年
2024年10月3日，辛辛那提紅人以三年合約聘請前克里夫蘭守護者總教練特里·弗蘭克納擔任總教練。

## 棒球名人堂球員

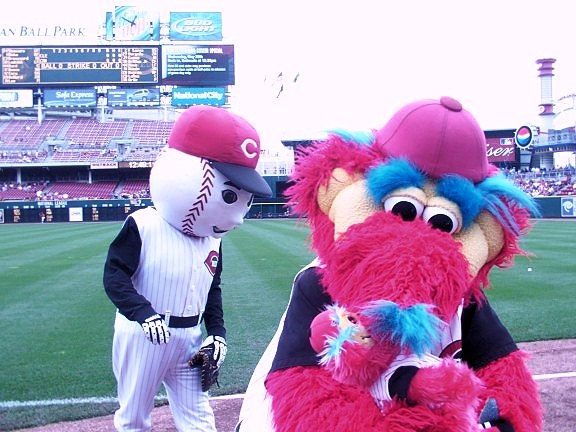
辛辛那提紅人隊的吉祥物

| - Sparky Anderson - 傑克·貝克利 - 強尼·班奇 - 吉姆·巴頓里 - 摩德凱·布朗 - Charles Comiskey - 山姆·克勞佛 - Candy Cummings - 凱凱·開勒 - 里歐·德羅許爾 - Buck Ewing - Clark Griffith - 齊克·哈菲 |  | - 傑西·海恩斯 - 哈利·海爾曼 - 米勒·哈金斯 - Joe Kelley - George Kelly - King Kelly - 貝瑞·拉金 - 厄尼·隆巴迪 - 魯布·馬夸德 - 克里斯提·馬修森 - Bill McKechnie - Bid McPhee |  | - 喬·摩根 - 湯尼·培瑞茲 - 查爾斯·拉德布恩 - 埃帕·瑞克西 - 法蘭克·羅賓森 - 艾德·勞許 - 阿莫斯·魯西 - 湯姆·西佛 - 艾爾·西蒙斯 - 喬·汀克 - 達齊·凡斯 - 洛伊德·華納 |

* 總教練

## 退休號碼
- 1 Fred Hutchinson, 主教練, 1959年-1964年
- 5 強尼·班奇, C-1B-3B, 1967年-1983年
- 8 喬·摩根, 2B, 1972年-1979年
- 10 Sparky Anderson, 主教練, 1970年-1978年
- 18 泰德·克魯澤伍斯基, 1B, 1947年-1957年
- 20 法蘭克·羅賓森, OF, 1956年-1965年
- 24 湯尼·培瑞茲, 1B, 1964年-1976年 & 1984年-1986年; 主教練, 1993年
- 42 傑基·羅賓森（所有大聯盟球隊均將此號碼退休）

## 附屬小聯盟球隊
- 3A：路易斯維爾蝙蝠（Louisville Bats），國際聯盟（International League）
- 2A：查塔努加觀景峰（Chattanooga Lookouts），南方联盟（Southern League）
- 高階1A：戴頓龍（Dayton Dragons），中西联盟（Midwest League）
- 1A：代托納海龜（Daytona Tortugas），佛州联盟（Florida State League）
- 新人聯盟：亞利桑那綜合聯盟紅人（ACL Reds），亞利桑那綜合聯盟（Arizona Complex League）
- 海外新人聯盟：多明尼加夏季聯盟紅人（DSL Reds），多明尼加夏季聯盟（Dominican Summer League）

## 外部連結
- 官方网站 （页面存档备份，存于）（英文）
- 辛辛那提紅人的Facebook專頁
- 辛辛那提紅人的Instagram帳戶
- 辛辛那提紅人的X（前Twitter）
- YouTube上的辛辛那提紅人頻道
- 辛辛那提紅人在台灣棒球維基館上的頁面（繁體中文）

| 獎項                                    | 獎項                                   | 獎項                                          |
| --------------------------------------- | -------------------------------------- | --------------------------------------------- |
| 前任： 波士頓紅襪 紐約洋基 奧克蘭運動家 | 世界大赛冠军 1919 1940 1975、1976 1990 | 繼任： 克里夫蘭印地安人 紐約洋基 明尼蘇達雙城 |